# Dönhoffplatz
Dönhoffplatz à Berlin sur Leipziger Straße dans le quartier de Mitte est une place carrée et verte nommée d'après le lieutenant-général prussien Alexander von Dönhoff entre les années 1740 et 1975. Au cours du réaménagement de la Leipziger Straße en 1975, la place en tant que telle est abandonnée. En 1979, une reconstruction de la colonnade de l'hôpital (de) est érigée sur l'espace vert restant sans nom. La zone reçoit le nom de Marion-Gräfin-Dönhoff-Platz en 2010. L'homonyme Marion von Dönhoff vient de - ainsi qu'Alexander von Dönhoff – la famille noble des Dönhoff.
La zone est repensée à plusieurs reprises, notamment selon les plans des architectes de jardin Hermann Mächtig et Erwin Barth (de). La zone de la Marion-Gräfin-Dönhoff-Platz actuelle correspond à celle de l'ancienne Dönhoffplatz, à l'exception d'un léger décalage et d'un redressement.

## Position

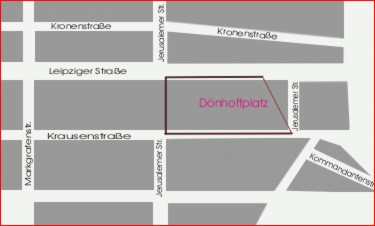
Croquis de l'emplacement de la Dönhoffplatz dans la situation vers 2008

L'historique Dönhoffplatz occupe une superficie d'environ 22 000 m² et est bordée par les rues Leipziger Straße (nord), Kommandantenstraße (est), Krausenstraße (sud) et Jerusalemer Straße (ouest).
Dans les années 1970, des immeubles de grande hauteur du complexe de la Leipziger Straße (de) sont construits sur environ la moitié de l'ancienne place. Une petite aire de jeux est construite à l'angle sud-ouest. L'installation actuelle est construite vers la fin des années 1970. En 1979, parallèlement à la reconstruction du sud de la colonnade de l'hôpital, une copie de la colonnade historique des Miles de l'ancienne Dönhoffplatz est collée dans un nouvel ensemble carré. L'obélisque de pierre ("Mile Zero") y est érigé en 1730 comme le début de l'indication de la distance de la chaussée de Berlin à Potsdam (de) , qui est fortifiée à partir de 1788.

## Dönhoffplatz 1734-1914

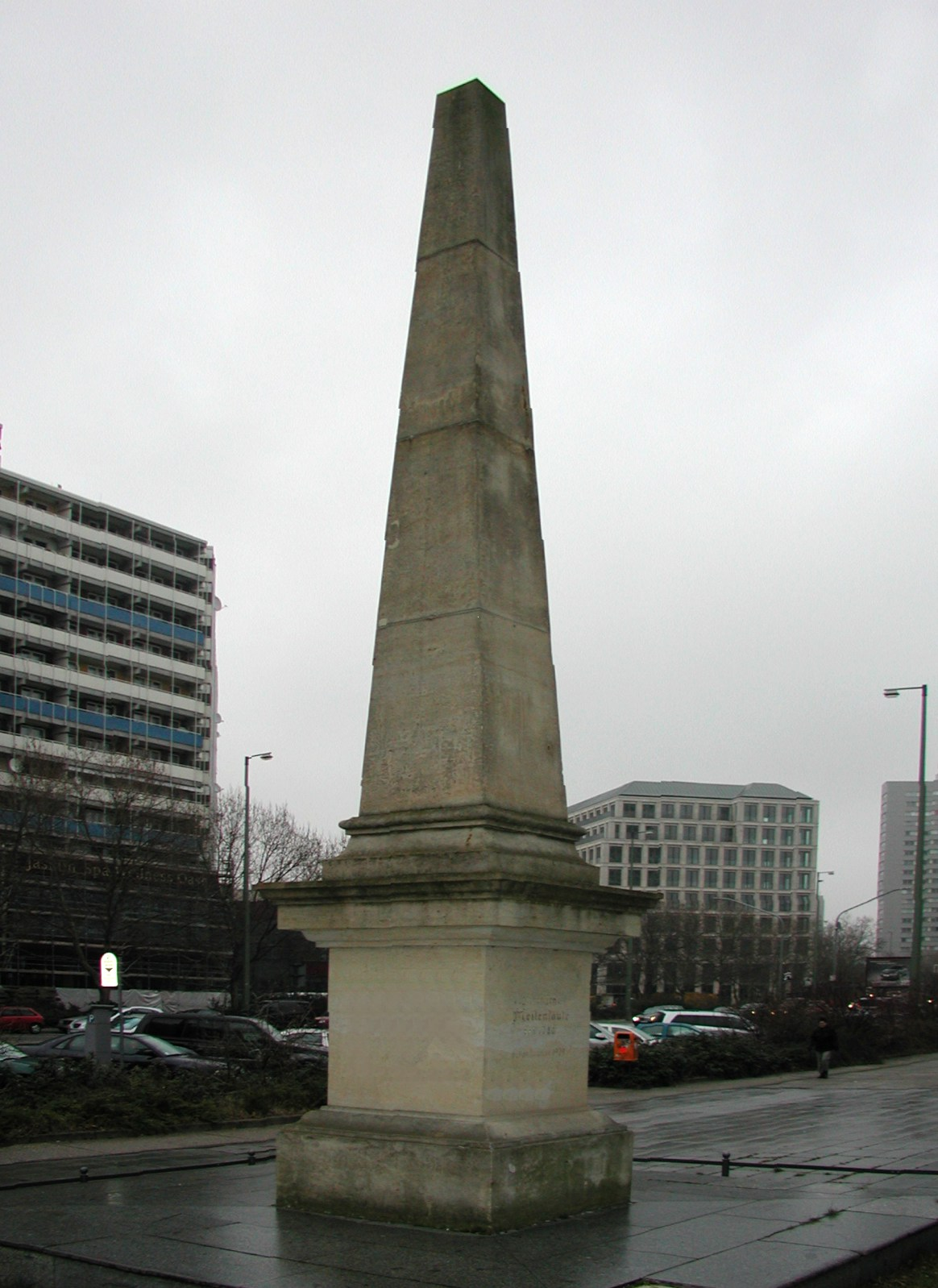
Obélisque des miles reconstruit dans la Leipziger Straße

La Dönhoffplatz est créée sur une zone dégagée devant la porte de Leipzig (de) lorsque les fortifications sont démolies en 1712. Le quartier s'appelait initialement l'Esplanade devant la porte de Leipzig, puis le Grand Marché, car c'est là que se déroulait le commerce en plein air jusqu'à ce que des halles soient construites dans tout Berlin (de) (vers 1889). Des arbres à feuilles caduques poussent autour de la place et, en 1730, un obélisque de pierre («marqueur de mille») y est érigé, qui sert à indiquer le début de la distance jusqu'à Potsdam (mille zéro et plus tard une partie de la route longue distance 1 (de)).
Le commandant de Berlin, Alexander von Dönhoff, dont le régiment d'infanterie Dönhoff doit être stationné dans les environs et s'exercer sur la place, reçut en 1734 du roi Frédéric-Guillaume Ier l'ordre de construire des maisons autour de la place, de la "régulariser". Dönhoff lui-même habite également sur la place (aujourd'hui : Leipziger Straße 75/76). Après la construction, la place reçoit dans les années 1740 son nom, qui remonte à Dönhoff, d'abord écrit Dönhofscher Platz Depuis 1750 au plus tard, la place figure sur les plans de la ville de Berlin et dans les carnets d'adresses sous le nom de Dönhoffplatz, ou Döhnhofischer Platz. Vers 1864, l'orthographe Dönhofsplatz est également utilisée.
Le toponyme est un signe de l'estime des Dönhoff dans la monarchie prussienne. Les Dönhoff ont émigré de Westphalie vers la Livonie et la Pologne au Moyen Âge et se sont installés au XVIIe siècle dans le duché de Prusse. Les descendants du comte Friedrich von Dönhoff, l' ancêtre de la lignée prussienne, ont accru l'influence de la famille. Son fils Alexander von Dönhoff sert comme général de division et joue un rôle important dans le procès de Katte.

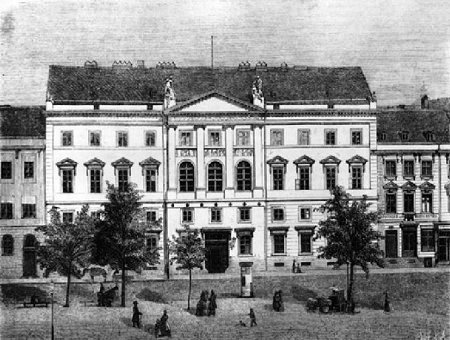
Palais Hardenberg

Au cours du XVIIIe siècle, de nombreux palais aristocratiques sont construits sur la Leipziger Straße. Le bâtiment le plus célèbre de la Dönhoffplatz est le Palais Hardenberg sur la Leipziger Straße 75 (aujourd'hui : Leipziger Straße 55). À partir de 1804, le chancelier d'État, le prince von Hardenberg, vit et travaille dans le bâtiment qui porte son nom. Après 1848, le parlement de l'État prussien emménage dans le bâtiment. Le bâtiment voisin abrite le cabinet civil secret de Prusse jusqu'en 1898/99.
En 1852, une société anglaise a reçu une concession pour mettre en place un aqueduc à Berlin et fait don notamment également pour la Dönhoffplatz une fontaine ornementale. Cette fontaine aux lions se dresse juste devant l'obélisque.
Entre 1859 et 1866, les libéraux progressistes, la noblesse et les rois se sont disputés au parlement de l'État prussien sur la Dönhoffplatz au sujet de la réforme de l'armée exigée par la couronne, le conflit constitutionnel. Les députés craignent que l'abolition de la Landwehr ne renforce le roi et n'affaiblisse le parlement. Ce conflit est résolu par Otto von Bismarck avec une astuce budgétaire. Les libéraux de Berlin soulignent les revendications en érigeant un monument de Stein (de). L'érection de la statue est retardée par le roi pendant plusieurs années jusqu'en 1875. L'obélisque et la fontaine doivent disparaître cette année-là lorsque la sculpture en bronze des sculpteurs Hermann Schievelbein et Hugo Hagen est finalement érigée sur le bord de la place en l'honneur du baron vom Stein. Avec la base, le monument a une hauteur de 7,80 mètres.

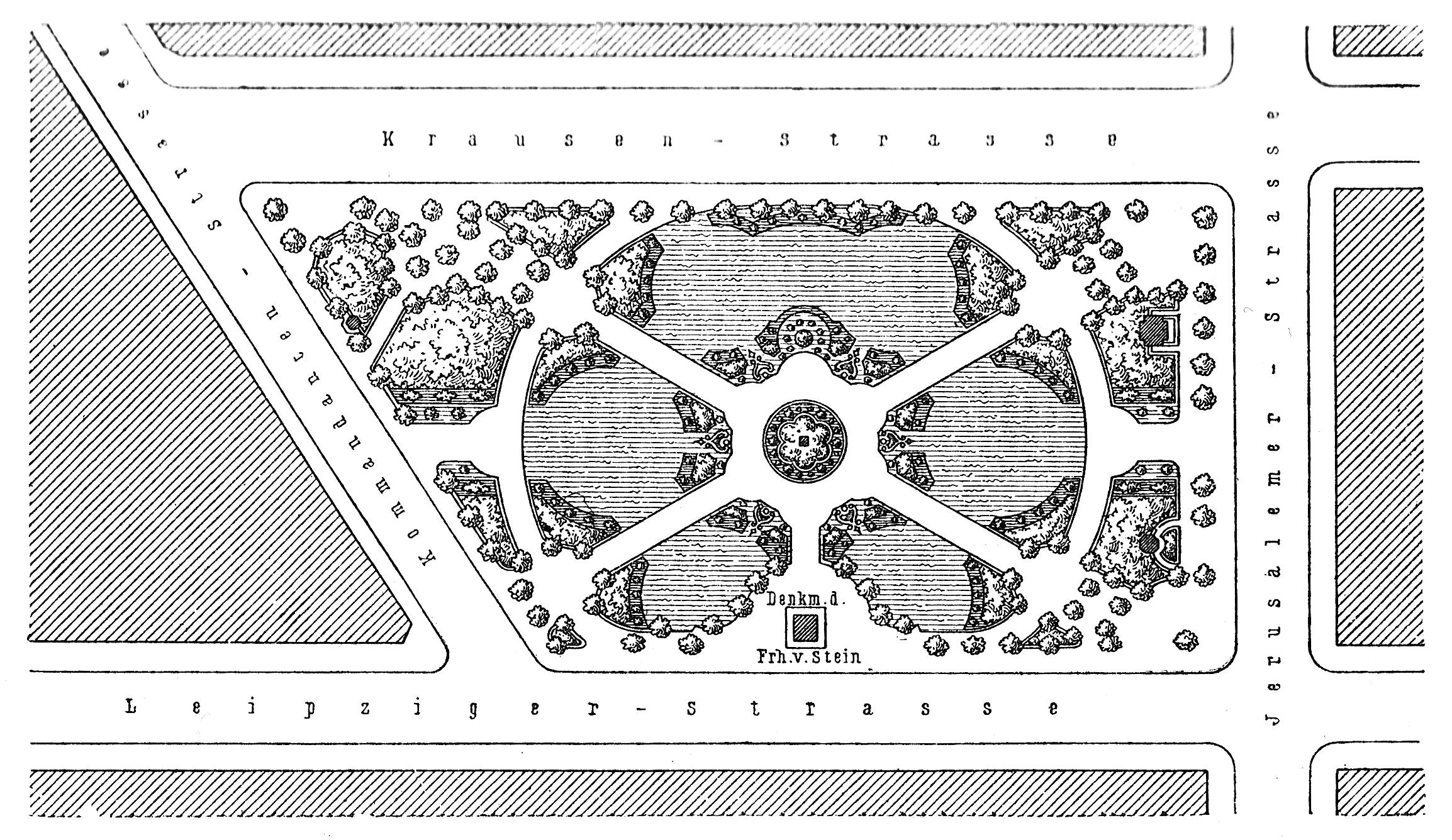
Plan du site de la Dönhoffplatz vers 1900, direction sud-nord

Au coin de la Leipziger Straße 48 se trouve la maison de Concert de 1854 à 1900, dirigé par le chef d'orchestre Benjamin Bilse. Au coin de la Jerusalemer Straße (de) se trouve l'hôtel London.
D'autres bâtiments de la place, comme le grand magasin Tietz (de) (où le premier escalator de Berlin est mis en service le 22 décembre 1925) les Halles impériales (de) (théâtre et salle de concert), les bâtiments commerciaux de la Krausenstrasse et de la Leipziger Strasse sont ajoutés au fil du temps.

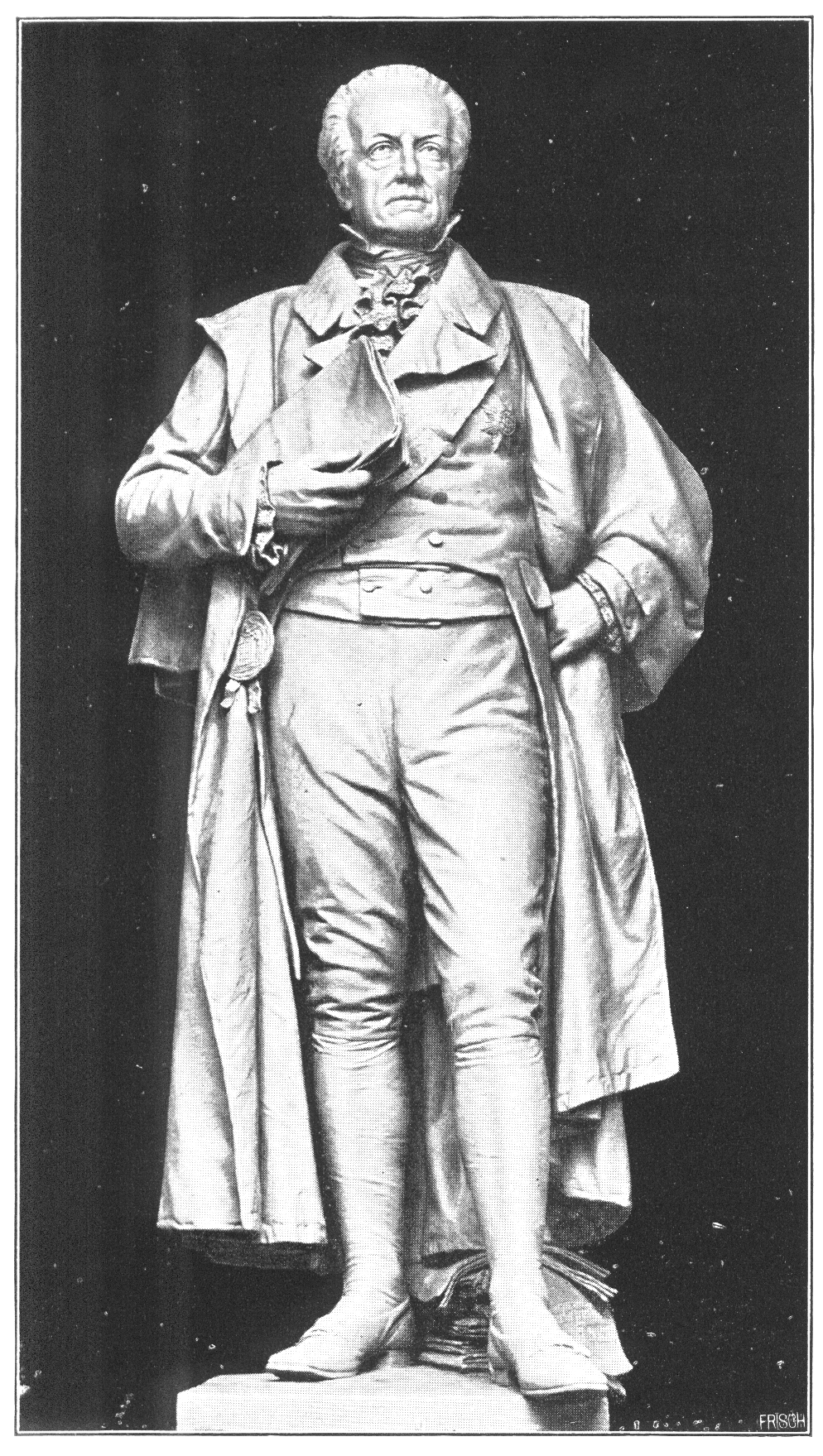
Statue de Hardenberg par

L'espace ouvert au milieu est aménagé pour la première fois en 1887 en tant qu'espace décoratif sur la base d'un projet du directeur horticole Hermann Mächtig. Quatorze ans plus tard, Erwin Barth (de) élabore de nouveaux plans pour le réaménagement de la Dönhoffplatz : un espace vert avec des fontaines d'eau dans une pelouse octogonale et de petits parterres trapézoïdaux avec des buissons bas sont créés.
En 1907, un monument en bronze de 2,80 mètres de haut, créé par le sculpteur Martin Götze (de), est érigé à la lisière sud de la Dönhoffplatz en l'honneur du baron von Hardenberg, créé par le sculpteur Martin Götze. La réunion des réformateurs prussiens sur la Dönhoffplatz semble judicieuse du point de vue des contemporains, car "leur œuvre commune de réforme constitue la pierre angulaire de la vie étatique et constitutionnelle actuelle en Prusse".
Pendant un certain temps, la Dönhoffplatz est le terminus de diverses lignes de tramway de Berlin.
À l'occasion du 25e anniversaire du règne de Guillaume II, en juin 1913, des festivités sont organisées dans le centre de Berlin. À cette occasion, les rues et les places sont particulièrement décorées - la Dönhoffplatz reçoit un monument de 15 mètres de haut dédié aux dirigeables. Les sculpteurs Hermann Feuerhahn (de) et Georg Roch (de), sous la direction de l'architecte Bruno Möhring, ont conçu un obélisque qui contenait les noms de douze pionniers allemands du  dirigeable et de l'aviation (Zeppelin, Stosfeld, Berson, Daimler, Heinrich entre autres) dans de grands médaillons décorés. Le monument est constitué d'un "matériau éphémère" (probablement du plâtre) et est démonté après les fêtes.

## Dönhoffplatz 1914-1948
En 1925, sept ans après la fin de la Première Guerre mondiale, les responsables de l'administration de la ville de Berlin réfléchissent à l'amélioration de la gestion du trafic dans le quartier de la Leipziger Straße. L'urbaniste Hermann Jansen (de) prépare une feuille de propositions de régulation de la circulation pour la Dönhoffplatz, sur laquelle l'intersection de Leipziger et Jerusalemer Straße et un coin de la place sont indiqués. En instantané, vous pouvez voir, entre autres, une cabine téléphonique, une pompe à main "pour les cochers" et un stand vendant des bas de soie sur la Dönhoffplatz. À la suite de cette planification, la Leipziger Straße est élargie à partir de 1929, raison pour laquelle la zone de la Dönhoffplatz doit être réduite.
Sous la République de Weimar, la place est de plus en plus perçue comme un espace de loisirs dans l'une des rues commerçantes les plus populaires de Berlin, la Leipziger Straße.

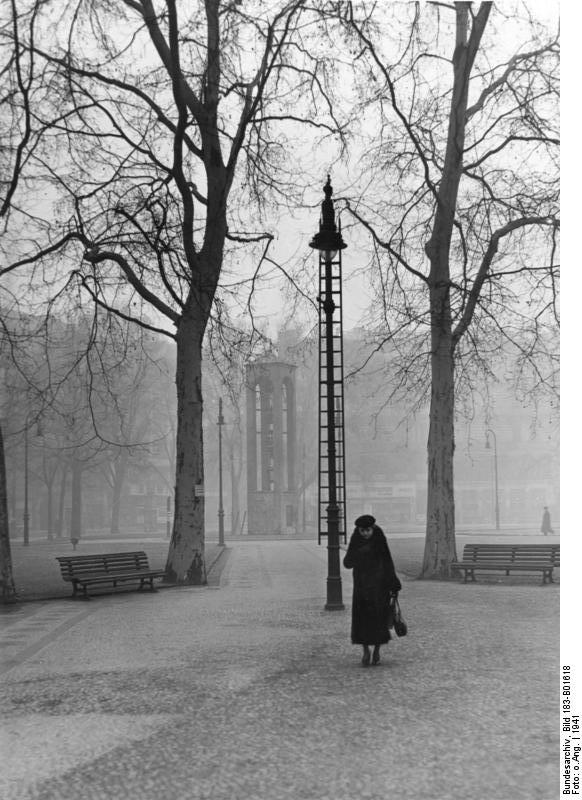
Sur la Dönhoffplatz en 1941

Tandis que les nationaux-socialistes conservent les monuments des réformateurs civils Stein et Hardenberg au bord de la place ainsi que le nom de Dönhoff, ils se consacrent avec verve au centre de la place. En 1935, la Tour Wilhelm-Lach y est érigée, également connue sous le nom d'"horloge de la vie". Le petit clocher porte l'inscription :

« Alle fünf Minuten werden im Deutschen Reich neun Kinder geboren – alle fünf Minuten sterben sieben Menschen. Dieser Turm ist dem Gedächtnis des ersten nationalsozialistischen Bürgermeisters im Bezirk Mitte P[artei]g[enosse] Wilh[elm] Lach gewidmet. Geb. 9. 6. 1901 – gest. 6. 7. 1935. »

À la fin de la Seconde Guerre mondiale, les bâtiments qui entourent la place sont gravement endommagés et la plupart d'entre eux sont démolis lors du dégagement et de la reconstruction du centre-ville.

## Donhoffplatz 1948-1990
Le monument de Hardenberg, endommagé pendant la guerre, est inscrit au registre des monuments historiques de Berlin jusqu'en 1949, date à laquelle il est considéré comme disparu. En revanche, le monument du baron vom Stein est conservé.
À partir de 1969, la Leipziger Straße est réaménagée et le monument en pierre est mis en dépôt. Les plans du collectif de Joachim Näther (de) prévoient d'ajouter à l'ensemble une réplique de la colonnade de l'hôpital (de). Une réplique de l'ancienne borne de la poste est réalisée à la place du monument en pierre et reconstruite à quelques mètres de son emplacement d'origine. Korn maintient une réplique de la colonnade de l'hôpital avec des parties de l'original sud, qui a été démonté dans les années 1920 pour agrandir la Leipziger Straße. La plaque apposée près des colonnades "Détruite pendant la guerre de pillage et de conquête fasciste. Reconstruit par le pouvoir ouvrier et paysan" n'est donc que partiellement vrai (seules les parties nord de l'ensemble sont effectivement détruites). La nouvelle colonnade et la colonne de la poste donnent à la Leipziger Strasse, avec ses immeubles modernes, une coloration historique.
Le mémorial en pierre est reconstruit en 1981 en face de l'arsenal sur Unter den Linden. Lorsque la maison du commandant est reconstruite à cet endroit, la statue est relocalisée en 2003 devant la Chambre des députés de Berlin. Les membres de l'association Standbild für Berlin e. V., fondée par Walter Momper, collectent les fonds nécessaires à la réinstallation du monument Hardenberg, estimée à environ 250 000 euros. Un nouveau monument est coulé sur la base d'une maquette provenant de la propriété privée des Hardenberg et est érigé en juin 2011 également devant la Chambre des députés .

## Le place après 1990
En 2010, l'Assemblée de district (BVV) de Mitte de Berlin décide de nommer la place Marion-Gräfin-Dönhoff-Platz, qui est sans nom depuis 1975, en mémoire des réalisations de Marion von Dönhoff dans la réconciliation avec l'Europe de l'Est et son engagement pour le journalisme démocratique. La décision est mise en œuvre en mars 2011. Un panneau d'affichage sur le côté ouest du jalon fournit des informations sur l'homonyme.

## Curiosités aux alentours de la place
- Copie du jalon
- Réplique de la colonnade de l'hôpital (de) du sud

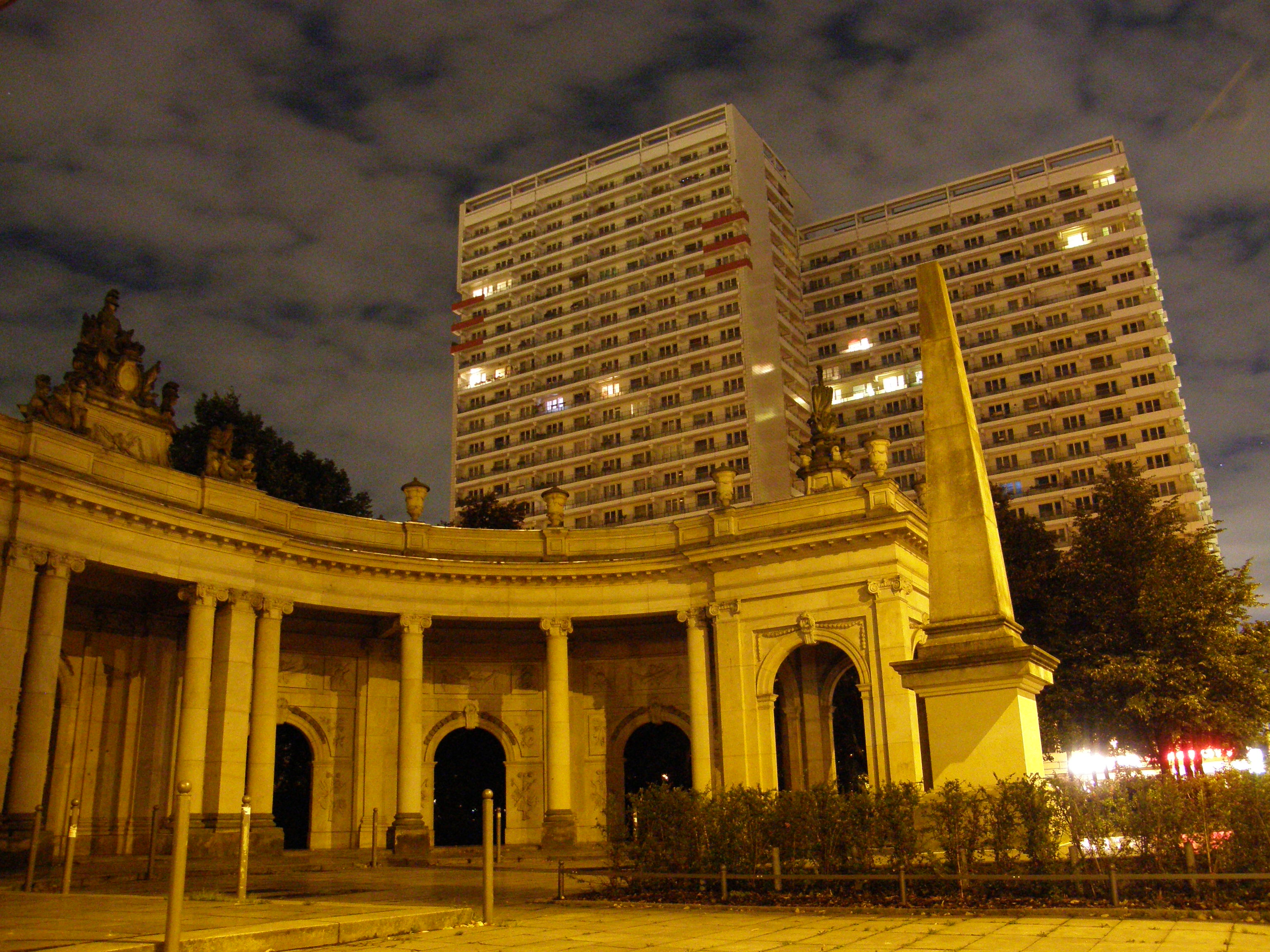
et jalon dans la Leipziger Strasse

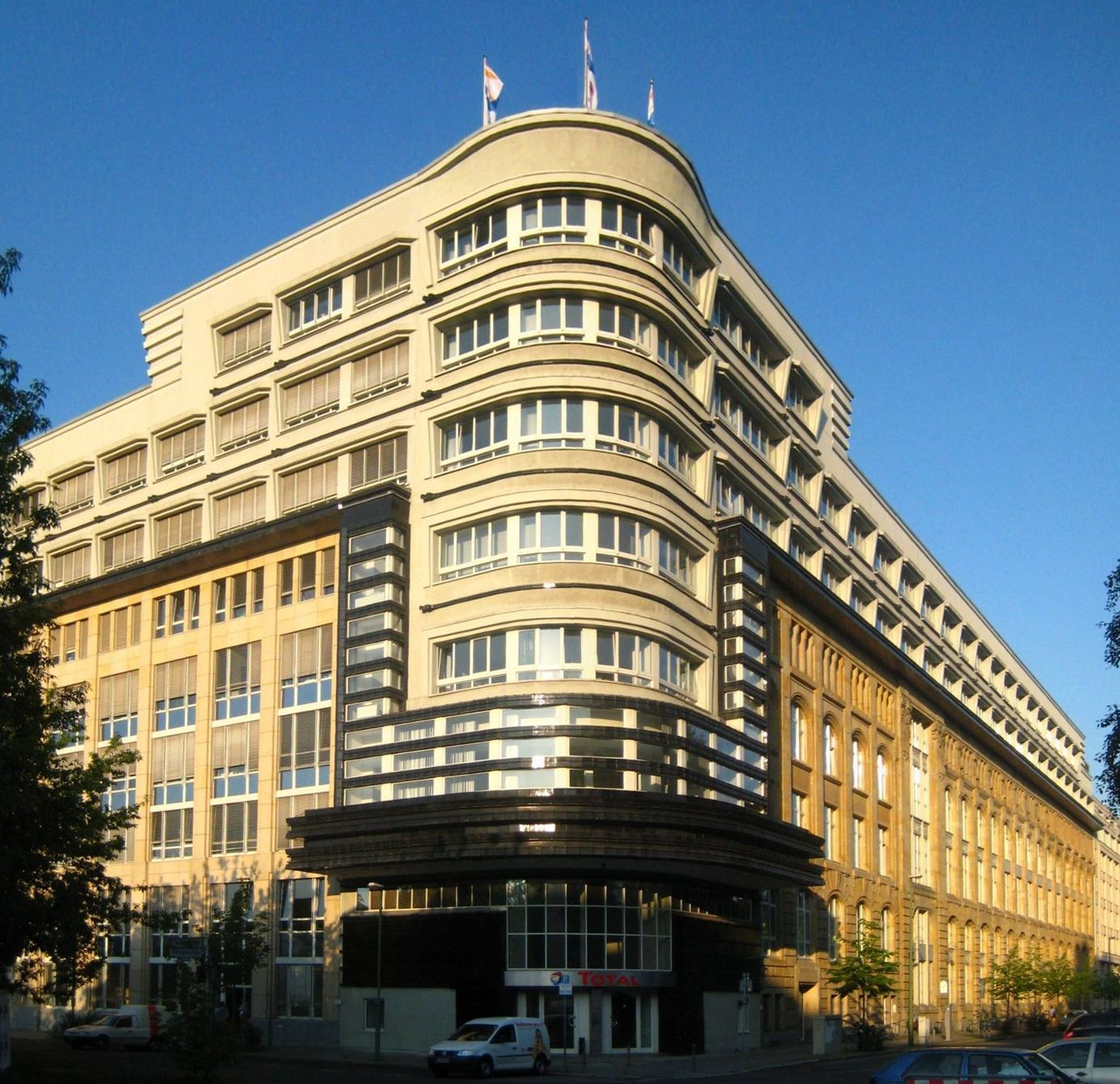
Mossehaus sur la Schützenstrasse

- Bâtiments classés de la Krausenstraße comme une ancienne armurerie, aujourd'hui un hôtel 4 étoiles
- Bâtiments commerciaux dans la Krausenstraße
- Ancienne Mossehaus d'Erich Mendelsohn au coin de Schützen-/Jerusalemer Straße
- Gratte-ciel Axel-Springer (de)
- Bundesdruckerei dans la Kommandantenstrasse